# Volvo FE
Volvo FE — семейство средне- и крупнотоннажных грузовых автомобилей полной массой от 18 до 26 тонн.

## Первое поколение
В США наиболее популярными были версии FL6 и FL7 в так называемом «экономичном исполнении» (англ. Economy), в которых применялись более дешёвые американские комплектующие, включая двигатели Cummins, Caterpillar и Detroit Diesel. Модели получили модифицированные обозначения FE6 и FE7 и были специально разработаны для сборки и поставки на рынок США.
В 1990 году на смену этим моделям пришли грузовики FE42 и FE46 полной массой от 13,6 до 29 тонн с модернизированной кабиной и оснащением. Обозначение расшифровывается как «кабина перед двигателем (управление впереди), экономный вариант» (англ. Forward Control, Economy). «42» означает колёсную формулу 4*2, а «46» — 6*4. Тягач получил обозначение FE42T. Автомобили получили 7,0-литровый дизель Volvo мощностью от 187 до 263 л. с., различные механические и автоматические коробки передач.

## Второе поколение
Новое семейство Volvo FE с кабиной Renault Premium дебютировало в 2006 году, заполняя, таким образом, промежуток между моделями FL и FM.